# Districtul Sawang Arom
Sawang Arom (în thailandeză สว่างอารมณ์) este un district (Amphoe) din provincia Uthai Thani, Thailanda, cu o populație de 31.092 de locuitori și o suprafață de 341,4 km².

## Componență
Districtul este subdivizat în 5 subdistricte (tambon), care sunt subdivizate în 64 de sate (muban).
| Nr. | Nume              | În thailandeză | Sate | Locuitori |
| --- | ----------------- | -------------- | ---- | --------- |
| 1.  | Sawang Arom       | สว่างอารมณ์      | 10   | 04,967    |
| 2.  | Nong Luang        | หนองหลวง       | 10   | 04,128    |
| 3.  | Phluang Song Nang | พลวงสองนาง     | 08   | 05,360    |
| 4.  | Phai Khiao        | ไผ่เขียว         | 24   | 11,693    |
| 5.  | Bo Yang           | บ่อยาง          | 12   | 05,236    |